# Cananor
Cananor (en malayalam: Kannur) es una ciudad y puerto marítimo del estado de Kerala, ubicada al oeste de la India. Actualmente cuenta con unos 528.000 habitantes. Es la capital del distrito homónimo, dentro del cual la ciudad está constituida desde 2015 como corporación municipal.
Cananor o Kannur en los siglos XVII y XVIII, era uno de los puertos principales que comerciaba con otras ciudades del Oriente próximo como Arabia y Persia. En 1505, esta ciudad fue visitada por los portugueses y pasó a formar parte del imperio portugués hasta 1663. Más adelante los neerlandeses tomaron posición de la ciudad y, tras la conquista de los británicos a la India, pasó a formar  parte del imperio británico.
En 1887 en esta ciudad los británicos construyeron el cuartel general militar de las Fuerzas Armadas británicas. Aunque en 1505, los portugueses habían construido la "Fortaleza de Santo Ângelo de Cananor", por el virrey Francisco de Almeida, ubicada a 3 km de la ciudad.

## Clima
Cananor tiene una elevación de 1,02 metros (2,98 pies) a lo largo de la costa del mar de Laccadive, con una zona costera arenosa. La ciudad tiene una costa de 8 km de largo y una playa de 3 km de largo en Payyambalam.
Cananor experimenta un clima monzónico tropical húmedo y raro bajo la clasificación climática de Köppen (Am). En abril y mayo, la temperatura máxima diaria promedio es de aproximadamente 35 °C (95 °F). Las temperaturas son moderadas en diciembre y enero: aproximadamente 24 °C (75 °F). Al igual que otras áreas en la costa de Malabar, esta ciudad recibe fuertes lluvias durante el monzón del suroeste. La precipitación media anual es de 3438 mm, alrededor del 68% de la cual se recibe en verano
| Parámetros climáticos promedio de Kannur (1981–2010, extremos 1978–2012) | Parámetros climáticos promedio de Kannur (1981–2010, extremos 1978–2012) | Parámetros climáticos promedio de Kannur (1981–2010, extremos 1978–2012) | Parámetros climáticos promedio de Kannur (1981–2010, extremos 1978–2012) | Parámetros climáticos promedio de Kannur (1981–2010, extremos 1978–2012) | Parámetros climáticos promedio de Kannur (1981–2010, extremos 1978–2012) | Parámetros climáticos promedio de Kannur (1981–2010, extremos 1978–2012) | Parámetros climáticos promedio de Kannur (1981–2010, extremos 1978–2012) | Parámetros climáticos promedio de Kannur (1981–2010, extremos 1978–2012) | Parámetros climáticos promedio de Kannur (1981–2010, extremos 1978–2012) | Parámetros climáticos promedio de Kannur (1981–2010, extremos 1978–2012) | Parámetros climáticos promedio de Kannur (1981–2010, extremos 1978–2012) | Parámetros climáticos promedio de Kannur (1981–2010, extremos 1978–2012) | Parámetros climáticos promedio de Kannur (1981–2010, extremos 1978–2012) |
| Mes                                                                      | Ene.                                                                     | Feb.                                                                     | Mar.                                                                     | Abr.                                                                     | May.                                                                     | Jun.                                                                     | Jul.                                                                     | Ago.                                                                     | Sep.                                                                     | Oct.                                                                     | Nov.                                                                     | Dic.                                                                     | Anual                                                                    |
| ------------------------------------------------------------------------ | ------------------------------------------------------------------------ | ------------------------------------------------------------------------ | ------------------------------------------------------------------------ | ------------------------------------------------------------------------ | ------------------------------------------------------------------------ | ------------------------------------------------------------------------ | ------------------------------------------------------------------------ | ------------------------------------------------------------------------ | ------------------------------------------------------------------------ | ------------------------------------------------------------------------ | ------------------------------------------------------------------------ | ------------------------------------------------------------------------ | ------------------------------------------------------------------------ |
| Temp. máx. abs. (°C)                                                     | 36.7                                                                     | 37.6                                                                     | 38.5                                                                     | 38.3                                                                     | 37.7                                                                     | 36.8                                                                     | 33.0                                                                     | 33.2                                                                     | 34.0                                                                     | 35.0                                                                     | 37.0                                                                     | 35.8                                                                     | 38.5                                                                     |
| Temp. máx. media (°C)                                                    | 33.1                                                                     | 33.6                                                                     | 34.2                                                                     | 34.4                                                                     | 33.5                                                                     | 30.1                                                                     | 29.2                                                                     | 29.4                                                                     | 30.4                                                                     | 31.2                                                                     | 32.4                                                                     | 32.9                                                                     | 32.0                                                                     |
| Temp. mín. media (°C)                                                    | 21.5                                                                     | 22.4                                                                     | 24.2                                                                     | 25.6                                                                     | 25.3                                                                     | 23.6                                                                     | 23.1                                                                     | 23.1                                                                     | 23.3                                                                     | 23.4                                                                     | 23.0                                                                     | 21.9                                                                     | 23.4                                                                     |
| Temp. mín. abs. (°C)                                                     | 16.4                                                                     | 17.8                                                                     | 19.0                                                                     | 21.7                                                                     | 20.0                                                                     | 20.6                                                                     | 20.4                                                                     | 20.7                                                                     | 20.9                                                                     | 19.4                                                                     | 17.8                                                                     | 16.1                                                                     | 16.1                                                                     |
| Lluvias (mm)                                                             | 0.7                                                                      | 0.6                                                                      | 23.8                                                                     | 52.9                                                                     | 229.4                                                                    | 995.2                                                                    | 830.5                                                                    | 541.2                                                                    | 230.3                                                                    | 270.1                                                                    | 117.3                                                                    | 28.1                                                                     | 3320.1                                                                   |
| Días de lluvias (≥ 1 mm)                                                 | 0.2                                                                      | 0.1                                                                      | 0.8                                                                      | 2.8                                                                      | 7.7                                                                      | 23.7                                                                     | 25.5                                                                     | 21.8                                                                     | 11.2                                                                     | 11.2                                                                     | 4.9                                                                      | 1.1                                                                      | 111.1                                                                    |
| Humedad relativa (%)                                                     | 63                                                                       | 64                                                                       | 66                                                                       | 67                                                                       | 71                                                                       | 84                                                                       | 86                                                                       | 84                                                                       | 81                                                                       | 78                                                                       | 73                                                                       | 65                                                                       | 73                                                                       |
| Fuente: India Meteorological Department                                  |                                                                          |                                                                          |                                                                          |                                                                          |                                                                          |                                                                          |                                                                          |                                                                          |                                                                          |                                                                          |                                                                          |                                                                          |                                                                          |